# Resolutie 1809 Veiligheidsraad Verenigde Naties
Resolutie 1809 van de Veiligheidsraad van de Verenigde Naties werd unaniem door de VN-Veiligheidsraad aangenomen op 16 april 2008 en vroeg meer samenwerking tussen Regionale- en subregionale organisaties, en met de Afrikaanse Unie in het bijzonder, om de vredescapaciteiten van die organisatie te versterken.

## Inhoud

### Waarnemingen
Men wilde de samenwerking met de Afrikaanse Unie verbeteren om diens capaciteit om met de conflicten op het continent om te gaan te versterken. Vooral op financieel vlak had de AU problemen om haar vredestaak uit te voeren.

### Handelingen
Men verwelkomde zo de samenwerking tussen de Afrikaanse Unie en de Europese Unie om de AU te versterken. Regionale- en subregionale organisaties werden aangespoord hun onderlinge samenwerking te versterken. Daarbij werd vooral gedacht aan de Afrikaanse Unie, de Organisatie van Amerikaanse Staten, de Arabische Liga, de Associatie van Zuidoost-Aziatische Naties en de Europese Unie.

## Verwante resoluties
- Resolutie 1645 Veiligheidsraad Verenigde Naties (2005)
- Resolutie 1646 Veiligheidsraad Verenigde Naties (2005)
- Resolutie 1820 Veiligheidsraad Verenigde Naties
- Resolutie 1907 Veiligheidsraad Verenigde Naties (2009)

Lijst ·  1795 ·  1796 ·  1797 ·  1798 ·  1799 ·  1800 ·  1801 ·  1802 ·  1803 ·  1804 ·  1805 ·  1806 ·  1807 ·  1808 ·  1809 ·  1810 ·  1811 ·  1812 ·  1813 ·  1814 ·  1815 ·  1816 ·  1817 ·  1818 ·  1819 ·  1820 ·  1821 ·  1822 ·  1823 ·  1824 ·  1825 ·  1826 ·  1827 ·  1828 ·  1829 ·  1830 ·  1831 ·  1832 ·  1833 ·  1834 ·  1835 ·  1836 ·  1837 ·  1838 ·  1839 ·  1840 ·  1841 ·  1842 ·  1843 ·  1844 ·  1845 ·  1846 ·  1847 ·  1848 ·  1849 ·  1850 ·  1851 ·  1852 ·  1853 ·  1854 ·  1855 ·  1856 ·  1857 ·  1858 ·  1859